# مابل ريفيرا
مابل ريفيرا (بالإسبانية: Mabel Rivera)‏ (و. 1952  م) هي ممثلة مسرحية، وممثلة أفلام إسبانية، ولدت في فيرول، لا كرونيا.

## التعليم
تعلمت في جامعة سانتياغو دي كومبوستيلا.

## وصلات خارجية
- مابل ريفيرا على موقع IMDb (الإنجليزية)
- مابل ريفيرا على موقع قاعدة بيانات الأفلام العربية
- مابل ريفيرا على موقع ألو سيني (الفرنسية)
- مابل ريفيرا على موقع أول موفي (الإنجليزية)
- مابل ريفيرا على موقع قاعدة بيانات الأفلام السويدية (السويدية)
- مابل ريفيرا على موقع قاعدة بيانات الفيلم (الإنجليزية)
- مابل ريفيرا على موقع كينوبويسك (الروسية)